# Wolfgang Langhoff (Manager)

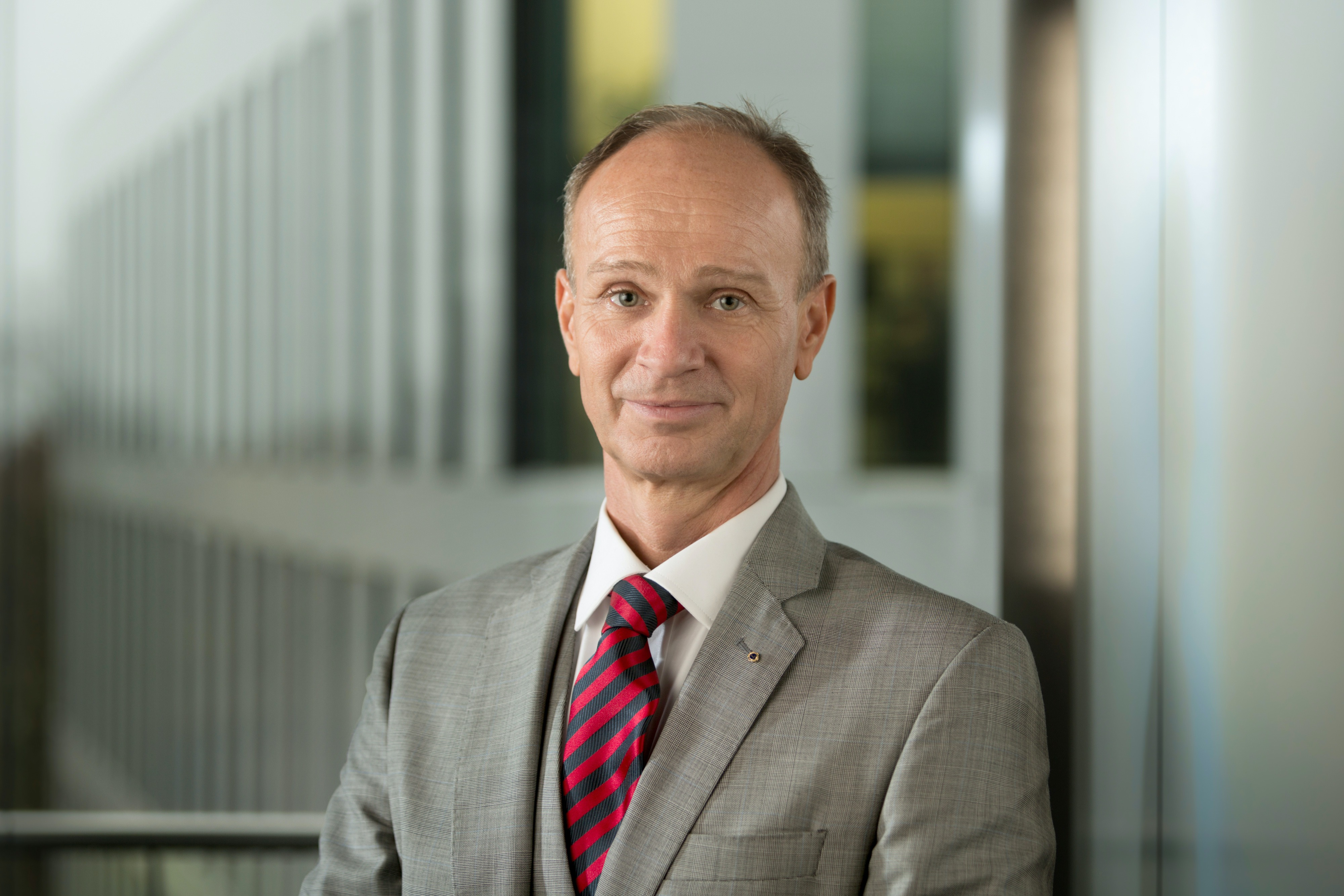
Wolfgang Langhoff (2016)

Wolfgang Langhoff (* 1960 in Oberhausen) ist ein deutscher Manager und Aufsichtsratsvorsitzender der BP Europa SE. Er war zehn Jahre Mitglied des Vorstands und von 2017 bis 2022 dessen Vorsitzender. Langhoff stieß eine umfassende Modernisierung des Öl- und Energiekonzerns an.

## Ausbildung
Langhoff wurde 1960 in Oberhausen geboren. Nach dem Abitur am Theodor-Heuss-Gymnasium in Dinslaken studierte er Bauingenieurwesen an der Rheinisch-Westfälischen Technischen Hochschule Aachen und schloss dort im Jahr 1984 als Diplomingenieur ab. Er hält zusätzlich einen internationalen Abschluss als Chartered Engineer.

## Wirken

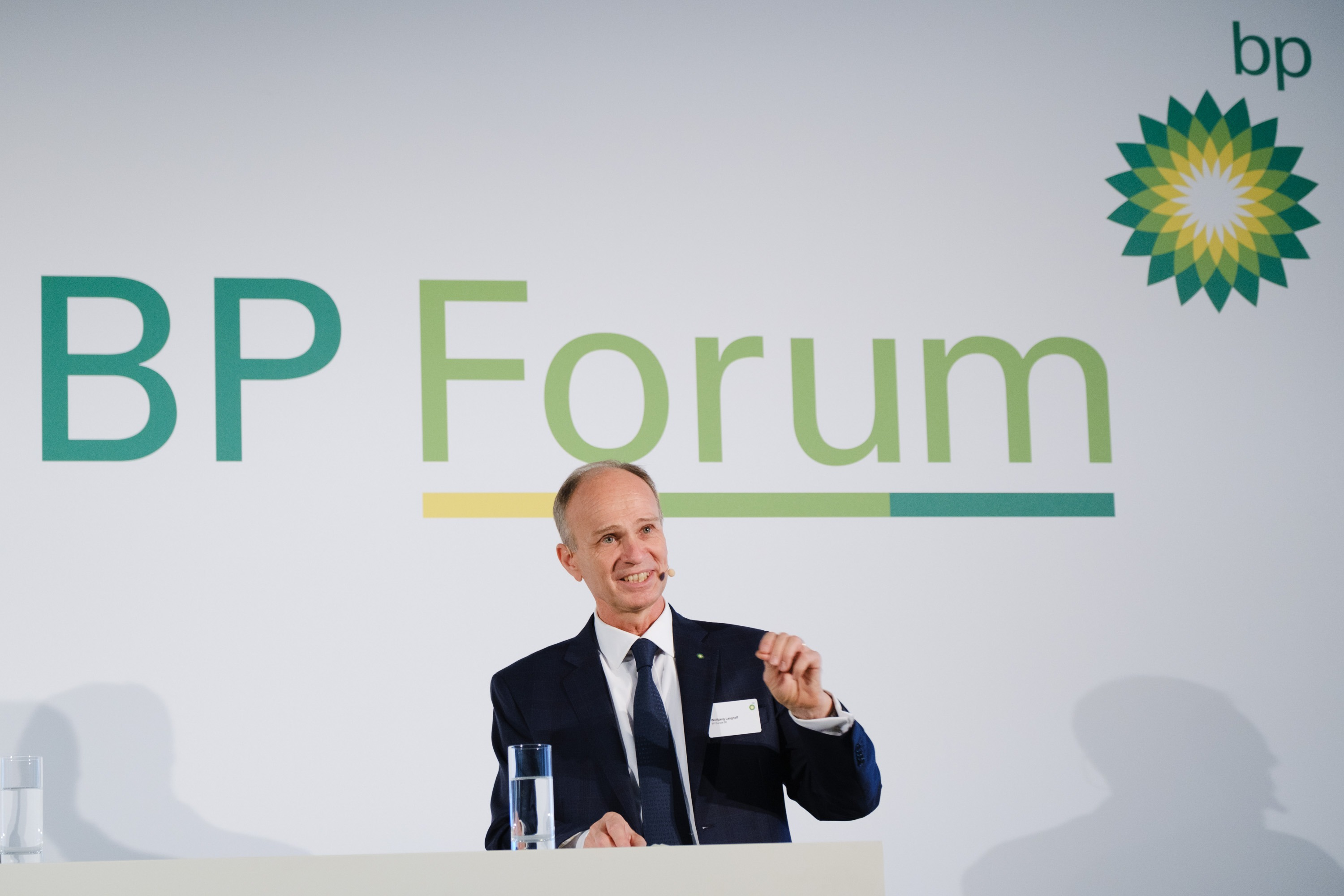
Wolfgang Langhoff auf dem BP Forum

Nach Abschluss des Studiums 1984 arbeitete Langhoff zunächst im Industriebau, unter anderem für Thyssen, VEBA und RAG.
1989 wechselte er zum britischen Mineralölkonzern BP, wo er zunächst Aufgaben im Engineering und im Business Development übernahm. Ab 1996 hatte er verschiedene Führungspositionen an den Standorten in Frankfurt am Main, Brüssel, Hamburg, Madrid und Krakau sowie in der Konzernzentrale in London inne. 2010 kam Langhoff als Head of Supply & Logistics für mehrere europäische Länder nach Bochum.
2009/2010 führte BP seine operativen Gesellschaften in fünf europäischen Ländern unter dem Dach der BP Europa SE in der Rechtsform einer Societas Europaea (SE) mit Sitz in Hamburg zusammen. Im Zusammenhang mit der Neuordnung des Vorstands wurde Langhoff in das Gremium berufen. 2013 übernahm er dort zunächst das Finanzressort. Ab Anfang 2016 war er auch für die Portfoliostrategie zuständig. In dieser Position verantwortete er insbesondere die Auflösung des Ruhr Oel Joint Ventures von BP und Rosneft.
Anfang 2017 rückte Langhoff an die Spitze des Vorstands der BP Europa SE. Das Unternehmen befand sich in einem herausfordernden Marktumfeld. Langhoff führte das Kerngeschäft mit Kraft- und Schmierstoffen fort und stieß Investitionen zur grundlegenden Modernisierung der Raffinerie und des Stadthafens in Gelsenkirchen an. Unter seiner Führung blieb die Petrochemie ein wichtiges Geschäftsfeld. Außerdem wurde das Tankstellennetz der Aral um Ladesäulen für Elektroautos ergänzt. Neben dem Stammgeschäft investierte die BP Europa SE unter Langhoffs Führung in Grünen Wasserstoff, der einen wichtigen Schritt in eine CO2-ärmere Zukunft darstellt. Ein Beispiel hierfür ist ein Projekt am Raffineriestandort in Lingen.
Langhoff musste sich mit den Auswirkungen der Coronavirus-Pandemie und dem russischen Überfall auf die Ukraine auseinandersetzen. Unter seiner Leitung verzichtete das Unternehmen in beiden Krisen auf Kurzarbeit und trug zur Versorgungssicherheit in Deutschland bei. Der Umsatz erhöhte sich von rund 46 Mrd. Euro (2016) auf über 54 Mrd. Euro im Jahr 2022. Zum Ende des Jahres 2022 wechselte Langhoff vom Vorstand in den Aufsichtsrat, der ihn zum Vorsitzenden wählte.
Langhoff schaltete sich mehrfach in die öffentliche Debatte um die Zukunft des Dieselmotors ein und forderte eine Gleichbehandlung verschiedener Antriebstechnologien. In Carbon Capture, Utilization and Storage (CCUS) sieht er Potenzial für die Reduzierung schädlicher Treibhausgase.

## Mandate (Auswahl)
Neben der Position bei BP war Langhoff in verschiedenen Verbänden und Organisationen tätig. Von 2011 bis 2022 amtierte er als Vorsitzender des Beirats des Erdölbevorratungsverbands (EBV). 2016 wählte ihn der deutsche Mineralölwirtschaftsverband (MWV) zum Vorsitzenden des Vorstands. Unter seiner Ägide wurde 2021 der Verband mit dem Institut für Wärme und Öltechnik (IWO) zum  Wirtschaftsverband Fuels und Energie (en2x) zusammengeführt. Zudem gehörte er bis 2022 den Präsidien des Bundesverbands der Deutschen Industrie (BDI) und des Verbands der Chemischen Industrie (VCI) an.
Seit Dezember 2022 ist Langhoff Aufsichtsratsmitglied der Uniberg Group.